# Gabriele Rossetti
Pour les articles homonymes, voir Gabriele Rossetti (tir) et Rossetti.
Gabriele Pasquale Giuseppe Rossetti (28 février 1783 à Vasto, province de Chieti, région des Abruzzes - 24 avril 1854 à Londres) est un poète et patriote italien qui émigra en Angleterre. 

## Biographie
Né à Vasto dans le royaume des Deux-Siciles, il publie ses premiers poèmes  en 1807.

Ses poèmes suivants ont un thème patriotique et soutiennent le mouvement populaire qui s'opposait aux Bourbons. À la suite de la répression entamée par Ferdinand Ier des Deux-Siciles, il doit s'exiler à Malte en 1821. Il y reste trois ans avant de s'installer à Londres en 1824 où il occupera un poste de professeur d'italien au King's College de Londres de 1831 à 1847.
Il s'est marié avec Frances Polidori, fille d'un autre exilé italien, Gaetano Polidori et ils ont eu quatre enfants : 
- Maria Francesca Rossetti
- Dante Gabriel Rossetti
- William Michael Rossetti
- Christina Georgina Rossetti

Les œuvres de Rossetti sont principalement des critiques littéraires et des poèmes romantiques. Un des plus connus est Il veggente in solitudine publié en 1846.

Des critiques estiment qu'il est à l'origine du personnage de Pesca dans le roman La Femme en blanc de Wilkie Collins.

## Littérature
- Dinah Roe: The Rossettis in Wonderland. A Victorian Family History. Haus Publishing, London 2011,  (ISBN 978-1-907822-01-8).